# ژوزه آئوگوشتو
ژوزه آئوگوشتو (پرتغالی: José Augusto؛ زادهٔ ۱۳ آوریل ۱۹۳۷) بازیکن و مربی فوتبال اهل پرتغال بود.
از باشگاه‌هایی که در آن بازی کرده‌است می‌توان به باشگاه ورزشی بنفیکا و باشگاه فوتبال باریرنسه اشاره کرد.
وی همچنین در تیم ملی فوتبال پرتغال بازی کرده‌است.